# Ștefan Birtalan
Ștefan Birtalan (* 25. September 1948 in Zalău; † 27. Mai 2024) war ein rumänischer Handballspieler und -trainer.

## Karriere
Birtalan lebte die ersten zehn Jahre seines Lebens in Zalău und zog daraufhin nach Jibou um. Hier schloss er sich 1964 seinem ersten Handballverein, Rapid CFR Jibou, an. Im Jahre 1967 wechselte er zu Minerul Baia Mare und lief ab 1970 für den rumänischen Spitzenverein Steaua Bukarest auf. Mit Steaua Bukarest gewann der Rückraumspieler 1977 den Europapokal der Landesmeister sowie diverse nationale Titel. 1985 wurde er Spielertrainer in Italien, wo er ein Jahr in Florenz aktiv war. In dem letzten Saisonspiel gelang es ihm, 34 von 39 Toren zu erzielen.
Birtalan beendete daraufhin seine Karriere und wechselte in das Trainerteam von Steaua Bukarest, wo er von 1991 bis 1994 Cheftrainer war. Parallel trainierte er zwischen 1986 und 1992 die rumänische Jugendauswahl und von 1993 bis 1994 die rumänische Nationalmannschaft. Ab 1995 trainierte Birtalan für vier Jahre die katarische Nationalmannschaft. 1999 kehrte er auf die Trainerbank von Steaua zurück. 2002 musste Birtalan aufgrund einer Erkrankung an Hepatitis C seine Trainertätigkeit beenden.
Birtalan gehörte dem Kader der rumänischen Nationalmannschaft an. Mit Rumänien gewann er 1970 und 1974 die Weltmeisterschaft. Bei der WM 1974 wurde er darüber hinaus mit 43 Treffern Torschützenkönig des Turniers. Weiterhin nahm Birtalan insgesamt drei Mal an den Olympischen Spielen teil, bei denen er 1976 die Silbermedaille sowie 1972 und 1980 jeweils die Bronzemedaille gewann. Bei den Olympischen Spielen 1976 gewann er ebenfalls die Torjägerkrone.

### Erfolge
- mehrfacher rumänischer Meister
- Europapokal der Landesmeister 1977
- Weltmeister 1970, 1974
- Silbermedaille bei den Olympischen Spielen 1976
- Bronzemedaille bei den Olympischen Spielen 1972, 1980